# Txorni Zàton
Txorni Zàton (en rus: Чёрный Затон) és un poble de l'óblast de Saràtov, a Rússia, segons el cens del 2010 tenia 96 habitants. Pertany al districte municipal de Khvalinsk.